# Виґаново (Західнопоморське воєводство)
Виґаново (пол. Wyganowo) — село в Польщі, у гміні Карліно Білоґардського повіту Західнопоморського воєводства.
У 1975—1998 роках село належало до Кошалінського воєводства.